# Huile de tournesol
L’huile de tournesol est une huile végétale obtenue à partir des graines de tournesol.

## Histoire
Le tournesol, originaire de la vallée du Mississippi, est cultivé dès 3000 avant Jésus-Christ. Introduite en Europe au XVIe siècle par les Espagnols, elle est ensuite implantée, vers 1697, par Pierre le Grand en Russie et Ukraine. Arthur Bunyan fait breveter en 1716 son procédé d’extraction de l’huile à partir de la graine de tournesol. En Russie, vers la fin du XVIIIe siècle, le tournesol devient une plante de grande culture, la teneur en huile des graines progresse, ainsi que l'autofertilité.
L'émigration de Juifs russes en Argentine, à la fin du XIXe siècle, permet le développement d'un nouveau centre de production. La France compte alors surtout sur l'huile d'arachide de son empire colonial, jusqu'aux années 1960. La décolonisation, et l'attention portée aux enjeux de santé publique — ainsi pour l'invention de la margarine — inversent progressivement la tendance : en 1982, l'huile de tournesol devient l'huile la plus vendue en France.

## Composition
| Composé                          | Famille d'acide gras | Teneur pour 100 g |
| -------------------------------- | -------------------- | ----------------- |
| Acide palmitique (saturé)        |                      | 5,9 g             |
| Acide stéarique (saturé)         |                      | 4,5 g             |
| Acide oléique (mono-insaturé)    | ω-9                  | 19,5 g            |
| Acide linoléique (poly-insaturé) | ω-6                  | 65,7 g            |
| Acides gras trans                |                      | 0,707 4 g         |
| Total acides gras saturés        |                      | 10,3 g            |
| Total acides gras mono-insaturés |                      | 19,5 g            |
| Total acides gras poly-insaturés |                      | 65,7 g            |
| Vitamine E                       |                      | 41,08 mg          |
| Vitamine K                       |                      | 5,4 µg            |

Elle est composée à 98 % de triesters d'acides gras. Le reste contenant entre autres des stérols (β-sitostérol) et du tocophérol (vitamine E).
La composition en acides gras de l'huile de tournesol utilisée pour l'alimentation humaine est la suivante (en pourcentage massique):
- Acide linoléique (C18:2 ω-6 polyinsaturé) : 67 %
- Acide oléique (C18:1 ω-9 monoinsaturé) : 19,7 %
- Acide palmitique (C16:0 saturé) : 6 %
- Acide stéarique (C18:0 saturé) : 5 %
- Autres : 2,3 %

## Production mondiale
| 1                | Ukraine        | 5.148.606 |
| 2                | Russie         | 4.642.815 |
| 3                | Argentine      | 1.304.700 |
| 4                | Turquie        | 990.000   |
| 5                | Hongrie        | 694.200   |
| 6                | France         | 615.000   |
| 7                | Espagne        | 525.300   |
| 8                | Roumanie       | 514.671   |
| 9                | Bulgarie       | 486.600   |
| 10               | Afrique du Sud | 296.500   |
| Source : FAOSTAT |                |           |

La France est exportatrice nette d'huile de tournesol jusqu'en 2019 (800 000 hectares cultivés en 2022), mais la tendance s'inverse alors : la production nationale importante de tournesol oléique entraîne une dépendance extérieure au tournesol classique ou linoléique.

## Tournesol oléique
Le tournesol oléique aussi appelé tournesol haut oléique est un tournesol sélectionné dont la composition des acides gras a été modifiée pour obtenir un taux d'acide oléique proche de 82 %, similaire donc à celui de l'huile d'olive, mais sans le goût de cette dernière. Il est produit sous contrat en France. L'huile de tournesol oléique entre souvent dans la composition des mélanges d'huile. Depuis quelques années la culture du tournesol oléique a dépassé la culture du tournesol classique en France. Cette huile a le double avantage de supporter beaucoup mieux la cuisson à haute température (friture) et d'avoir un rapport oméga-6/oméga-3 beaucoup moins défavorable. Elle contient en effet moins de 6 % de la quantité d'oméga-6 de l'huile de tournesol classique (appelée aussi huile de tournesol haut linoléique).

## Consommation
L'huile de tournesol est bien adaptée à la friture, avec un point de fumée à 227 degrés.
L'huile est aussi utilisée comme biocarburant pour produire du biodiesel pour les voitures à moteur diesel, mais l'huile de tournesol n'entre plus, en France à partir de 2022, dans sa composition.

## Santé
Une consommation excessive d’huiles de tournesol, de colza, de maïs ou de pépins de raisin pourrait avoir des effets proinflammatoires. Certains auteurs recommandent de rééquilibrer, notamment avec l'huile d'olive.